# Luzula effusa
Luzula effusa är en tågväxtart som beskrevs av Franz Georg Philipp Buchenau. Luzula effusa ingår i Frylesläktet som ingår i familjen tågväxter. Inga underarter finns listade i Catalogue of Life.